# 中之条町立中之条中学校
中之条町立中之条中学校（なかのじょうちょうりつ なかのじょうちゅうがっこう）は、群馬県吾妻郡中之条町にある町立中学校。

## 校歌
作詞は詩人、翻訳家、絵本作家、脚本家などの谷川俊太郎。作曲は沖縄戦での悲劇を歌った「さとうきび畑」を作曲した寺島尚彦。

## 駅伝の強豪
中之条中学校は中学駅伝の強豪として全国的に知られている。里見裕教諭のもとで2004年までに男子2回・女子2回の全国優勝を果たしている。ここ数年では2013年に男子が全国大会で8位入賞、女子が2016年の全国大会に出場、2017年には金子敬監督が新監督として就任し、男子が全国大会で7位入賞、2018年には男子が関東大会優勝、全国大会準優勝の成績を残している。

## 通学区域
通学区域は以下の通りである。
| - 中之条町 - 伊勢町 - 西中之条 - 青山 - 市城 - 山田 | - 上沢渡 - 下沢渡 - 四万 - 折田 - 岩本 - 五反田 | - 蟻川 - 大道 - 平 - 横尾 - 大塚 - 赤坂 - 栃窪 |  |

## 進学前小学校
- 中之条町立中之条小学校

## 交通
- JR吾妻線中之条駅から徒歩30分

## 関係者

### 著名な出身者
- 小渕恵三 - 政治家。第84代内閣総理大臣。1年次に当校から学習院中等科に転入。
- 堀川とんこう - TBSプロデューサー・映画監督。
- 斉藤弘幸 - 陸上競技選手。駒澤大学陸上競技部主将。
- 吉田彩香 - 陸上競技選手。ヤマダ電機陸上競技部。
- 飯塚淳司 - 陸上競技選手。早稲田大学陸上競技部。